# Astropecten longipes
Astropecten longipes är en sjöstjärneart som beskrevs av Gray 1840. Astropecten longipes ingår i släktet Astropecten och familjen kamsjöstjärnor.
Artens utbredningsområde är Mauritius. Inga underarter finns listade i Catalogue of Life.